# Hubert Védrine
Hubert Védrine (Bellegarde-en-Marche, 31 juli 1947) is een Frans diplomaat en politicus die van 4 juni 1997 tot 6 mei 2002 minister van Buitenlandse Zaken was in de regering van premier Lionel Jospin.

## Levensloop
Hubert is een zoon van Jean Védrine, een oorlogsvriend van François Mitterrand. Hij studeerde aan het Lycée Albert-Camus in Bois-Colombes (Hauts-de-Seine). Hij promoveerde tot licentiaat geschiedenis en behaalde ook diploma's aan Sciences Po en aan de École nationale d'administration, promotie 1974 Simone Weil.
Hij werd ambtenaar in het ministerie van Cultuur, vervolgens van Leefmilieu, en ten slotte van Buitenlandse Zaken. Tegelijk nam hij deel aan een werkgroep geleid door Jacques Delors. Hij werd ook lokaal aan de politiek geïnteresseerd en werd gemeenteraadslid in Saint-Léger-des-Vignes van 1977 tot 1995.

### Met François Mitterrand
In 1981 riep François Mitterrand, na tot president van de Republiek te zijn verkozen, hem bij zich als adviseur in de cel diplomatie. In 1986 werd een rechtse meerderheid verkozen en Védrine vertrok naar de Raad van State. Na de herverkiezing van Mitterrand in 1988 keerde hij naar het Élysée terug, eerst als woordvoerder en vanaf 1991 als secretaris-generaal, een functie die hij uitoefende tot op het einde van het mandaat van Mitterrand in mei 1995. Hij keerde toen naar de Raad van State terug, om na enkele tijd toe te treden tot de advocatenassociatie Jeantet.

### Minister van Buitenlandse Zaken
In 1997 werd een linkse regering gevormd door Lionel Jospin en werd Védrine minister van Buitenlandse Zaken, wat hij bleef tot in mei 2002. In 1998 en 1999 zat hij, samen met zijn Britse evenknie Robin Cook de Conferentie van Rambouillet voor, die vruchteloos een diplomatieke oplossing zocht voor het probleem Kosovo.

### Politiek consultant
Vanaf 2003 werd hij politiek consultant, aan het hoofd van de door hem opgerichte vennootschap Hubert Védrine Conseil. Hij werd voorzitter van het Institut François-Mitterrand en bestuurder van het Institut de relations internationales et stratégiques (IRIS) en van het Institut Aspen France.
Hij werd belast met verschillende verantwoordelijkheden:
- In 2005 werd hij door Kofi Annan benoemd in de Hoge Raad van de VN voor de Alliantie van de Beschavingen.
- In 2007 werkte hij, samen met Nicolas Hulot, Alain Juppé en Edgar Morin, aan de voorbereiding van de Conferentie van Parijs over het Leefmilieu, in het vooruitzicht van de oprichting van een organisatie van de Verenigde Naties voor het leefmilieu.
- In 2007 werd hij door president Nicolas Sarkozy belast met een rapport over Frankrijk en de mondialisering.
- Vanaf maart 2008 doceerde hij over Internationale zaken in het Institut d'études politiques in Parijs.
- In 2012 werd hij door president François Hollande belast met een rapport over de NAVO.
- In 2013 leverde hij aan minister van Economie Pierre Moscovici een rapport gewijd aan de economische relaties tussen Frankrijk en de Afrikaanse landen.

Vanaf 2016 was Védrine een van de adviseurs van Emmanuel Macron.

### Genocide van de Tutsi in Rwanda
Védrine werd betrokken bij discussies over de Rwandese Genocide. Er werd betoogd dat hij als secretaris-generaal op het Élysee volledig op de hoogte was van de politieke evoluties in Rwanda en, gelet op de wankele gezondheid van François Mitterrand, er nauw bij betrokken was.
Védrine heeft zich hierover vaak uitgesproken, onder meer voor de parlementscommissie, voorgezeten door Paul Quilès. Hij hield krachtig voor dat Frankrijk niets met de Rwandese Genocide van 1994 te maken had. Wel gaf hij toe dat Frankrijk wapens had geleverd tijdens een periode toen een internationaal wapenembargo van toepassing was.
In juni 2017 verscheen een artikel in Revue XXI, waarin werd vermeld dat Védrine aan de Franse militairen opdracht had gegeven om aan de genocidaire Rwandese troepen wapens te geven. Védrine heeft hierop niet gereageerd.

## Publicaties
- Mieux aménager sa ville, Éditions du moniteur, 1979.
- Les Mondes de François Mitterrand - À l'Élysée de 1981 à 1995, Fayard, 1996.
- L'hyperpuissance américaine, Fondation Jean-Jaurès, 2000.
- Les cartes de la France à l'heure de la mondialisation, Fayard, 2000.
- Face à l'hyperpuissance, Fayard, 2003.
- Multilatéralisme : une réforme possible, Fondation Jean-Jaurès, 2004.
- François Mitterrand, un dessein, un destin, Gallimard, 2006.
- Continuer l'Histoire, samen met Adrien Abecassis en Mohamed Bouabdallah, Fayard, 2007.
- Atlas du monde global, samen met Pascal Boniface, Fayard, 2008.
- Atlas des crises et des conflits samen met Pascal Boniface, Fayard, 2009.
- Le temps des chimères (2003-2009) : articles, préfaces et conférences, Fayard, 2009.
- Atlas de la France, samen met Pascal Boniface, Fayard, 2011.
- Dans la mêlée mondiale (2009-2012), Fayard, 2012.
- La France au défi, Fayard, 2014.
- Le monde au défi, Fayard, 2016.
- Sauver l'Europe, éditions Liana Levi, 2016.